# 材木町 (大阪市)
材木町（ざいもくちょう）は、大阪府大阪市中央区の町名。丁番を持たない単独町名である。

## 地理
大阪市中央区の中央部に位置。北は農人橋、南は松屋町住吉、東は松屋町筋を挟んで和泉町、西は阪神高速1号環状線の高架下を流れる東横堀川を挟んで北久宝寺町とそれぞれ接する。
地名は、かつて材木商の町であったことに由来する。

### 河川
- 東横堀川

## 世帯数と人口
2019年（平成31年）3月31日現在の世帯数と人口は以下の通りである。
| 町丁   | 世帯数  | 人口  |
| ------ | ------- | ----- |
| 材木町 | 423世帯 | 483人 |

### 人口の変遷
国勢調査による人口の推移。
| 1995年（平成7年）  | 117人 | [ 7 ]  |  |
| 2000年（平成12年） | 95人  | [ 8 ]  |  |
| 2005年（平成17年） | 398人 | [ 9 ]  |  |
| 2010年（平成22年） | 438人 | [ 10 ] |  |
| 2015年（平成27年） | 437人 | [ 11 ] |  |

### 世帯数の変遷
国勢調査による世帯数の推移。
| 1995年（平成7年）  | 59世帯  | [ 7 ]  |  |
| 2000年（平成12年） | 42世帯  | [ 8 ]  |  |
| 2005年（平成17年） | 343世帯 | [ 9 ]  |  |
| 2010年（平成22年） | 384世帯 | [ 10 ] |  |
| 2015年（平成27年） | 385世帯 | [ 11 ] |  |

## 事業所
2016年（平成28年）現在の経済センサス調査による事業所数と従業員数は以下の通りである。
| 町丁   | 事業所数 | 従業員数 |
| ------ | -------- | -------- |
| 材木町 | 52事業所 | 430人    |

## 施設
- 久宝寺橋 - 東横堀川の橋梁。

## 交通

### 鉄道
- 最寄り駅はOsaka Metro松屋町駅および堺筋本町駅。

### 道路
高速道路
- 阪神高速1号環状線

主要地方道
- 大阪市道天神橋天王寺線（松屋町筋）